# 2018년 파사마요 버스 사고
2018년 1월 2일 페루 우아초에서 리마로 가던 버스가 파사마요 도로에서 트럭과 충돌하고 절벽으로 추락하는 사고가 발생하였다. 이 사고로 48명 이상이 사망하고, 5명 이상이 부당상했다.